# Wapen van Anloo
Het wapen van Anloo bestaat uit een ontwerp van G.A. Bontekoe van de voormalige gemeente Anloo. De beschrijving luidt:
"In goud een ingebogen, tot de bovenrand van het schild reikende, punt van sabel, beladen met een tot eed opgeheven rechterhand; ter weerszijden van de punt een afgewende sleutel van sabel, de baard benedenwaarts gericht, de steel boven eindigend in een geknopte malie, waarbinnen een kruis; het schild gedekt door een gouden kroon van drie bladeren en twee parels en gehouden door twee wildemannen, omgord en omkranst met eikenloof, in de vrije hand een knots over de schouder dragende. Het geheel geplaatst op een wit voetstuk."

## Geschiedenis
De eed afleggende hand herinnerd aan de "lottingen", zittingen van de "Loffelijke Etstoel" die op 6 september in de gemeente werden gehouden. De sleutels zijn een herinnering aan het feit dat de bisschop van Utrecht vijf eeuwen graaf van Drenthe was. Hij had in de gemeente een hof en een spieker. In deze spieker werden belastingen bewaard, die in deze streek voornamelijk in natura betaald werden in plaats van geld. De wildemannen staan symbool voor de hunebedden op het grondgebied. Het wapen werd bij Koninklijk Besluit van 15 september 1932 verleend aan Anloo. Met het Koninklijk Besluit van 29 mei 1967 werd een kleine aanpassing aan het wapen gemaakt. 
"In goud een ingebogen punt van sabel, beladen met een rechterhand van goud, waarvan de twee voorste vingers opgestoken zijn; ter weerszijden van de punt een afgewende sleutel van sabel de baard naar beneden gericht, de steel van boven eindigende in een geknopte malie, waarbinnen een kruis; het schild gedekt door een gouden kroon van drie bladeren en twee parels. Schildhouders: twee wildemannen, omkranst en omgord met loof, in de vrije hand een knots over den schouder houdende, alles van natuurlijke kleur."
De ingebogen punt kwam wat hoger op het schild te liggen, daarnaast was het de wens van de gemeente om een marmeren voetstuk op te nemen. In 1998 werd de gemeente samengevoegd tot de nieuwe gemeente Aa en Hunze. Er werden geen elementen van het wapen van Anloo overgenomen in het nieuwe wapen van Aa en Hunze.